# Sukakerti
Sukakerti is een bestuurslaag in het regentschap Subang van de provincie West-Java, Indonesië. Sukakerti telt 2710 inwoners (volkstelling 2010).